# Frederik Ouwerling

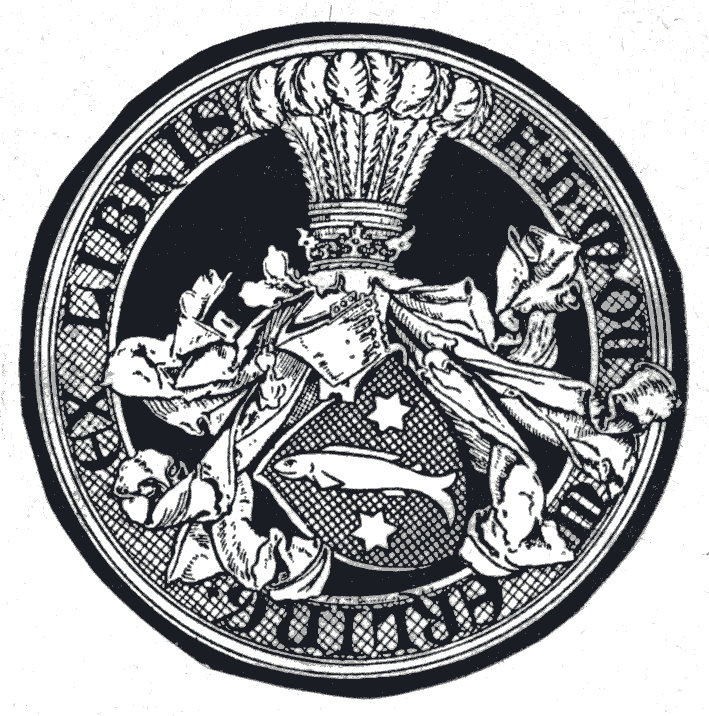
Ex libris voor F. H. M. Ouwerling

Frederik Hendrik Marie Ouwerling (Hoeven, 7 november 1883 - Tilburg, 9 november 1960) was een Nederlands archivaris.

## Persoonlijk
Frederik Ouwerling werd in 1883 geboren als zoon van veldwachter Arie Ouwerling en diens echtgenote Frederika Maria Broekmeijer. Hij had twee oudere zussen en vijf oudere broers, onder wie Hendrik Ouwerling. Ouwerling trouwde op 6 april 1921 te Utrecht met Johanna Petronella barones van Heeckeren van Brandsenburg (1899-1979). Zij hadden één dochter.

## Archivaris
In 1916 werd hij als ambtenaar op de secretarie aangenomen, waar hij zich met de ordening van het archief bezighield.
Tussen 1924 en 1936 was Ouwerling gemeentearchivaris van Tilburg. Hij publiceerde vele malen over het verleden van Midden-Brabant, met name in de vorm van artikelen in regionale tijdschriften. Hij werkte net als zijn broer mee aan het Nieuw Nederlandsch Biografisch Woordenboek.
Een deel van zijn wetenschappelijke nalatenschap wordt bewaard door het Regionaal Archief Tilburg onder de naam Collectie F.H.M. Ouwerling te Tilburg. In het Brabants Historisch Informatie Centrum wordt een deel van zijn boekencollectie bewaard, waarvan een deel over het Nationaalsocialisme handelt. Een veel groter deel van zijn collectie, dat bestond uit topografische, geschiedkundige, kunsthistorische, literaire en theologische literatuur, werd in 1961 en 1962 openbaar geveild. Zijn levensmotto hangt samen met deze voorkeur voor boeken: Vita sine libris mors est (Een leven zonder boeken is als de dood).